# Pierre van Remoortere de Naeyer
 (août 2024).
Pierre van Remoortere de Naeyer, né à Saint-Nicolas le 13 février 1779 et mort à Moerbeke-Waas le 19 novembre 1866, est un homme politique belge.

## Fonctions et mandats
- Membre de la Chambre des représentants de Belgique : 1852-1856

## Sources
- Jean-Luc DE PAEPE & Christiane RAINDORF-GERARD, Le Parlement belge, 1831-1894, Brussel, 1996.
- Oscar COOMANS DE BRACHÈNE, État présent de la noblesse belge, Annuaire 1999, Brussel, 1999.